# دوغلاس باسيت
دوغلاس باسيت هو شخصية أعمال كندي، ولد في 22 يونيو 1940 في تورونتو في كندا.